# Art Ross Trophy

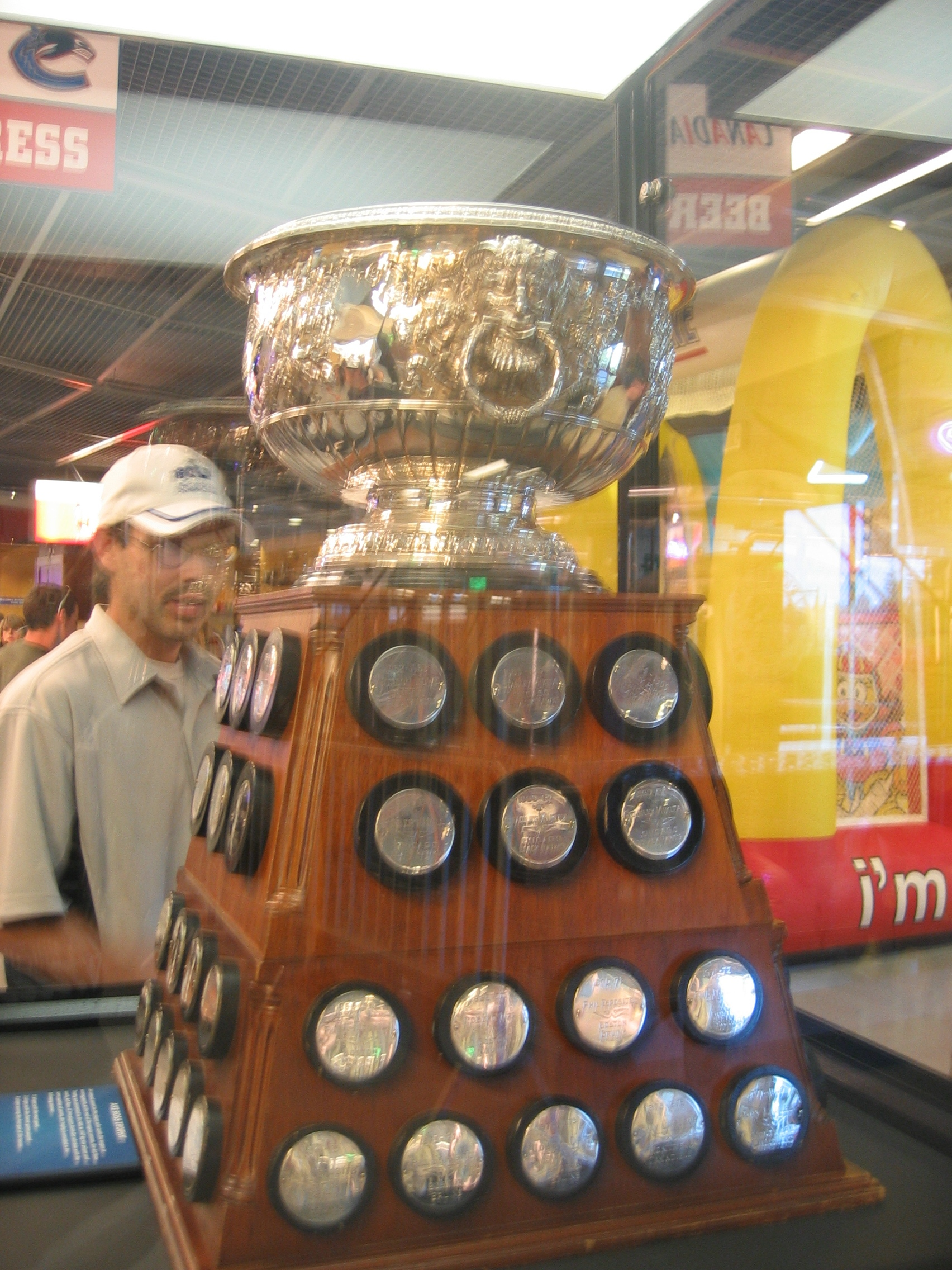
Art Ross Memorial Trophy.

Art Ross Trophy är ett årligt pris som ges till den spelare i National Hockey League som har gjort flest poäng, det vill säga summan av gjorda mål och assist, under grundserien. 
Skulle två eller fler spelare ha lika många poäng vinner den som gjort flest mål. Om detta inte särskiljer spelarna vinner den som spelat minst antal matcher. Om inte heller detta skiljer spelarna åt vinner den spelaren som gjort det tidigaste målet under säsongen.
Priset donerades till ligan 1947 av Arthur Howie "Art" Ross, ishockeyspelare, tränare och sportdirektör.

## Vinnare

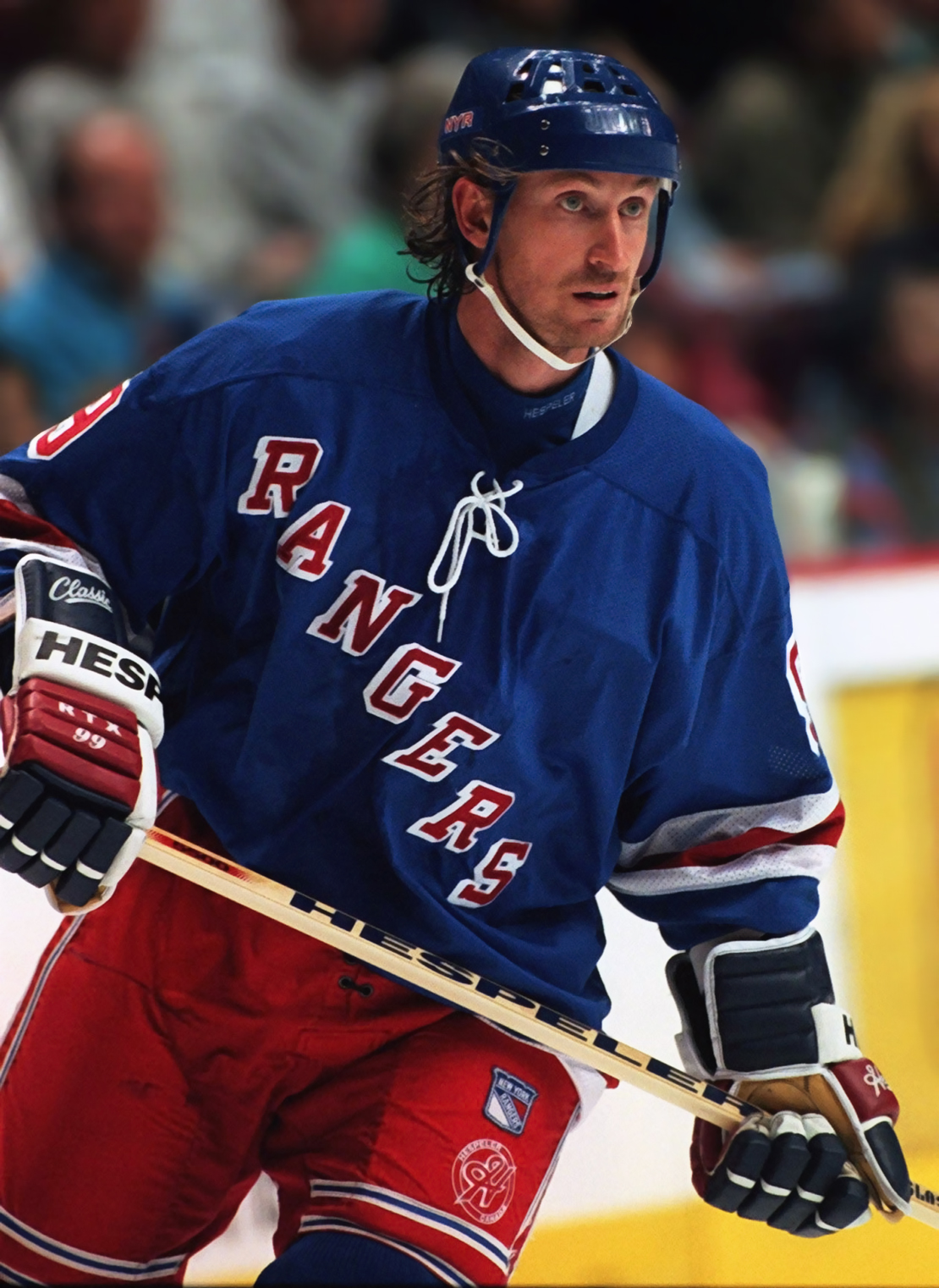
Wayne Gretzky vann Art Ross Trophy tio gånger.

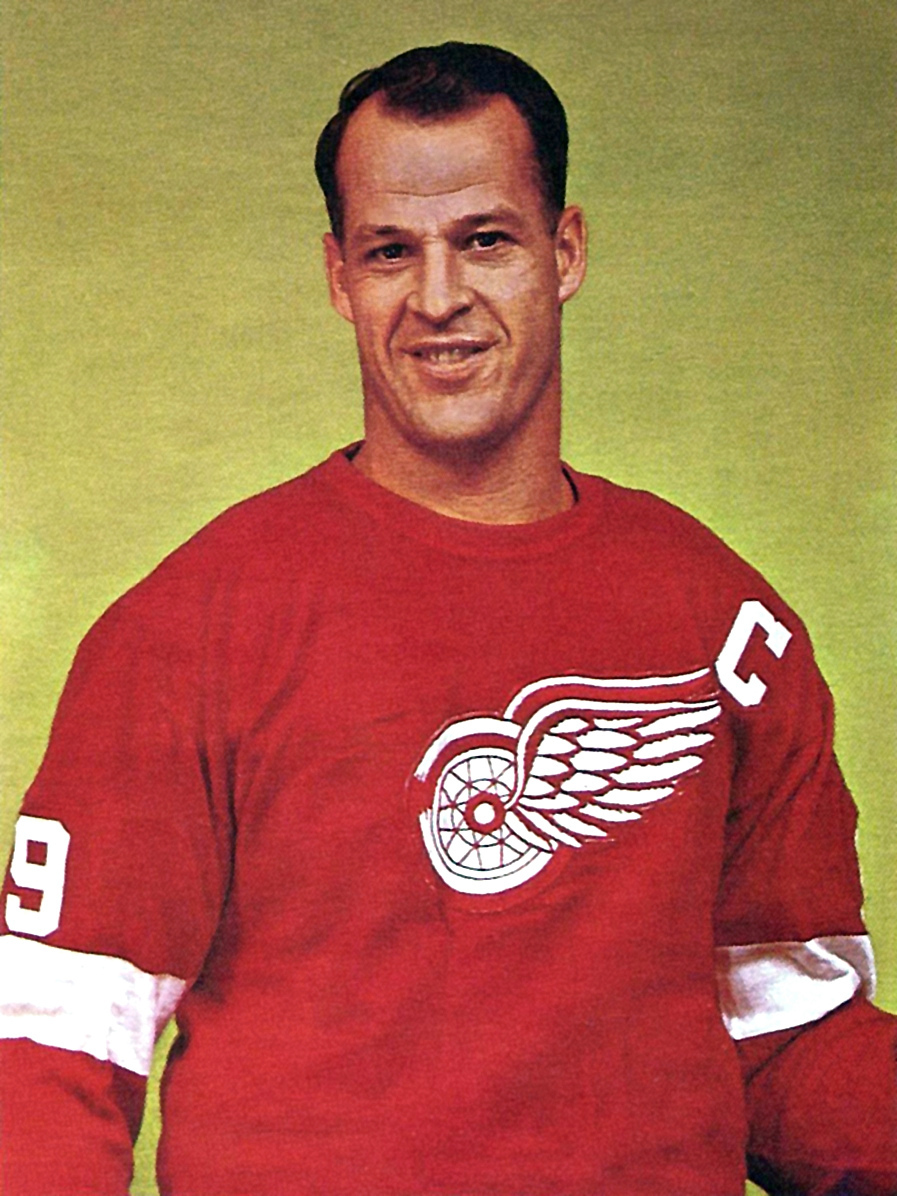
Gordie Howe vann Art Ross Trophy sex gånger.

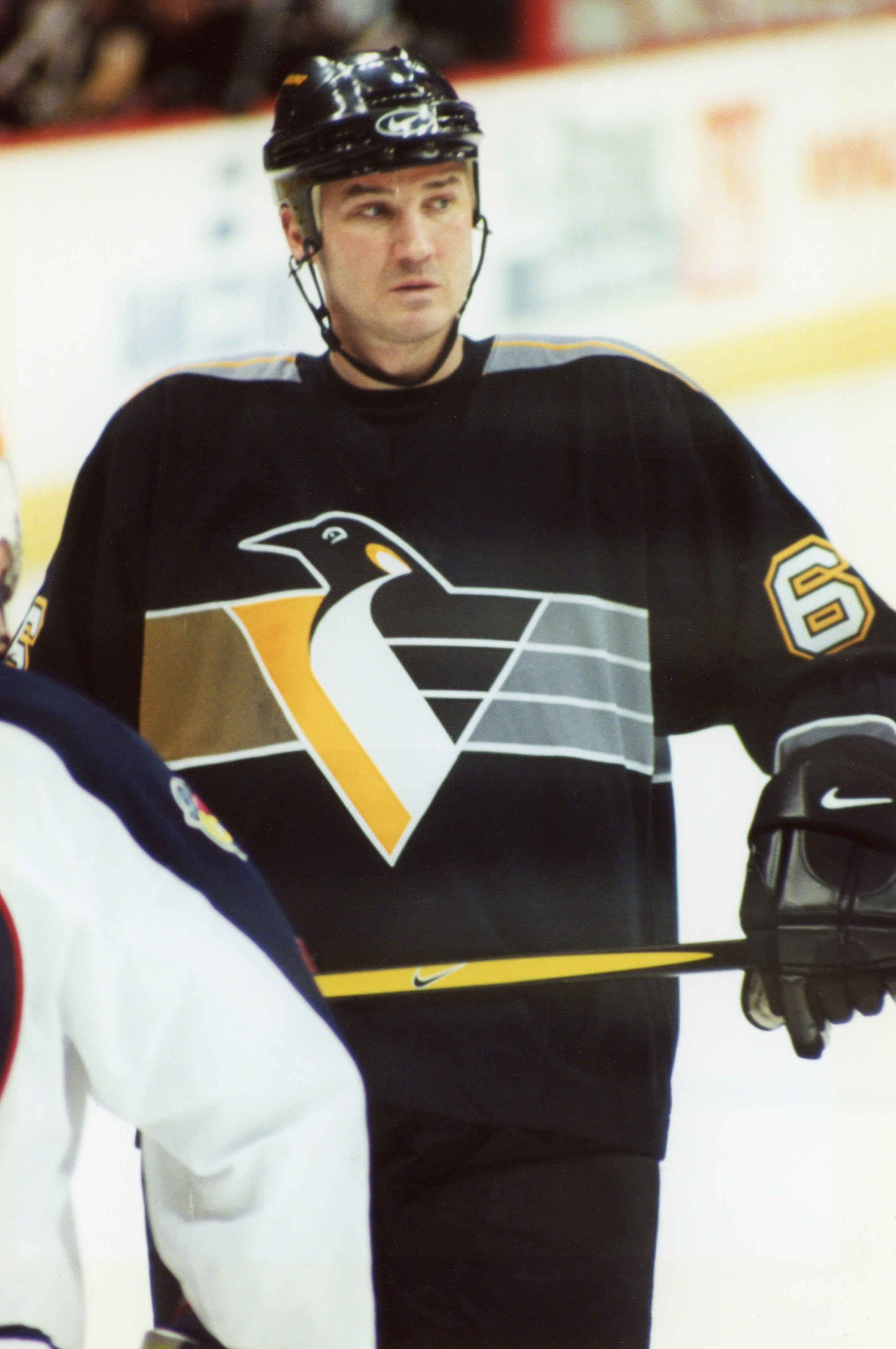
Mario Lemieux vann Art Ross Trophy sex gånger.

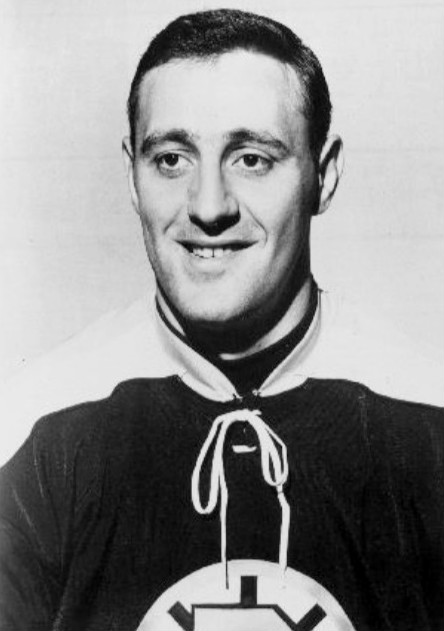
Phil Esposito vann Art Ross Trophy fem gånger.

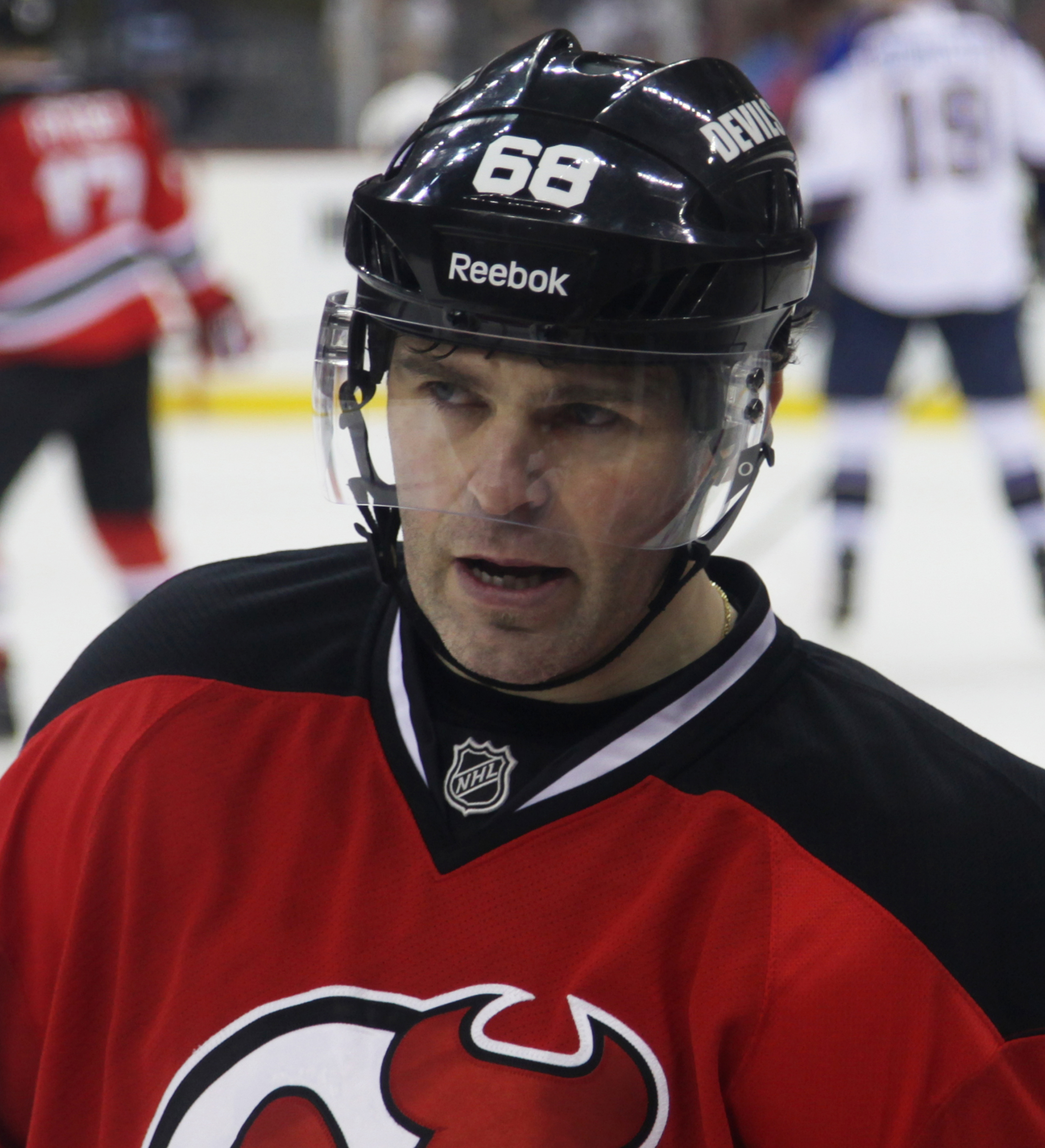
Jaromír Jágr vann Art Ross Trophy fem gånger.

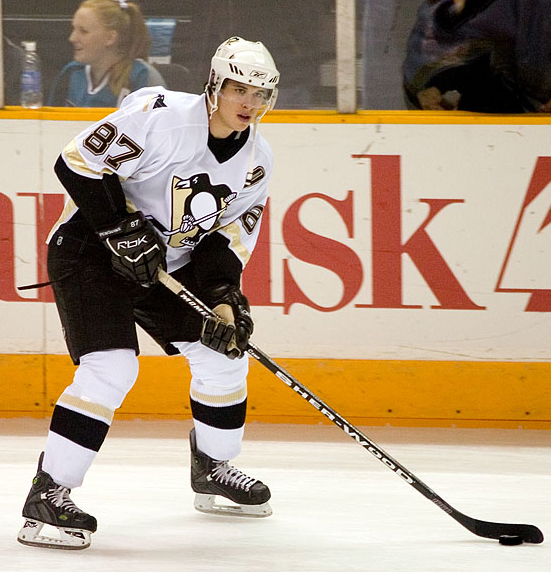
När Sidney Crosby 19 år gammal vann Art Ross Trophy säsongen 2006–2007 var han den yngste någonsin.

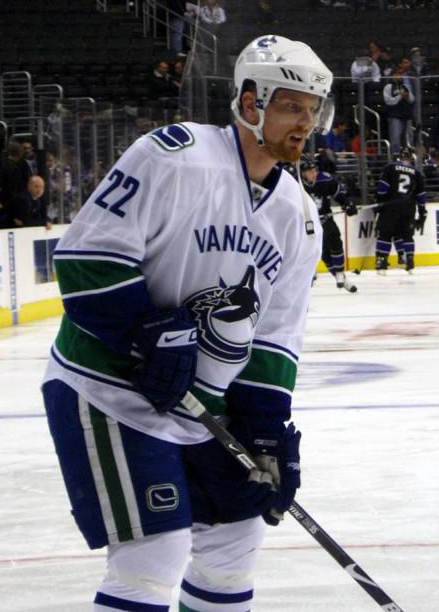
Daniel Sedin är den senaste svensken som har vunnit Art Ross Trophy.

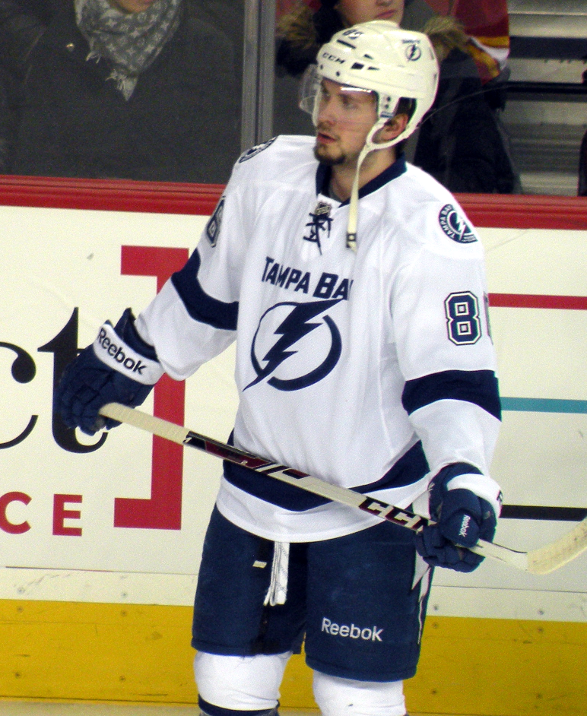
Nikita Kutjerov är den senaste spelaren som har vunnit Art Ross Trophy.

* Förkortad säsong 1994–1995, endast 48 matcher spelades.
** Förkortad säsong 2012–2013, endast 48 matcher spelades.
*** Förkortad säsong 2019–2020, endast 68–71 matcher spelades på grund av Covid-19-pandemin.
**** Förkortad säsong 2020–2021, endast 56 matcher spelades på grund av Covid-19-pandemin.
Källa: 
| Säsong       | Vinnare                            | Lag                                | Poäng                              | Vinster                            |
| ------------ | ---------------------------------- | ---------------------------------- | ---------------------------------- | ---------------------------------- |
| 1947–1948    | Elmer Lach                         | Montreal Canadiens                 | 61                                 | 1                                  |
| 1948–1949    | Roy Conacher                       | Chicago Black Hawks                | 68                                 | 1                                  |
| 1949–1950    | Ted Lindsay                        | Detroit Red Wings                  | 78                                 | 1                                  |
| 1950–1951    | Gordie Howe                        | Detroit Red Wings                  | 86                                 | 1                                  |
| 1951–1952    | Gordie Howe                        | Detroit Red Wings                  | 86                                 | 2                                  |
| 1952–1953    | Gordie Howe                        | Detroit Red Wings                  | 95                                 | 3                                  |
| 1953–1954    | Gordie Howe                        | Detroit Red Wings                  | 81                                 | 4                                  |
| 1954–1955    | Bernie Geoffrion                   | Montreal Canadiens                 | 75                                 | 1                                  |
| 1955–1956    | Jean Béliveau                      | Montreal Canadiens                 | 88                                 | 1                                  |
| 1956–1957    | Gordie Howe                        | Detroit Red Wings                  | 89                                 | 5                                  |
| 1957–1958    | Dickie Moore                       | Montreal Canadiens                 | 84                                 | 1                                  |
| 1958–1959    | Dickie Moore                       | Montreal Canadiens                 | 96                                 | 2                                  |
| 1959–1960    | Bobby Hull                         | Chicago Black Hawks                | 81                                 | 1                                  |
| 1960–1961    | Bernie Geoffrion                   | Montreal Canadiens                 | 95                                 | 2                                  |
| 1961–1962    | Bobby Hull                         | Chicago Black Hawks                | 84                                 | 2                                  |
| 1962–1963    | Gordie Howe                        | Detroit Red Wings                  | 86                                 | 6                                  |
| 1963–1964    | Stan Mikita                        | Chicago Black Hawks                | 89                                 | 1                                  |
| 1964–1965    | Stan Mikita                        | Chicago Black Hawks                | 87                                 | 2                                  |
| 1965–1966    | Bobby Hull                         | Chicago Black Hawks                | 97                                 | 3                                  |
| 1966–1967    | Stan Mikita                        | Chicago Black Hawks                | 97                                 | 3                                  |
| 1967–1968    | Stan Mikita                        | Chicago Black Hawks                | 87                                 | 4                                  |
| 1968–1969    | Phil Esposito                      | Boston Bruins                      | 126                                | 1                                  |
| 1969–1970    | Bobby Orr                          | Boston Bruins                      | 120                                | 1                                  |
| 1970–1971    | Phil Esposito                      | Boston Bruins                      | 152                                | 2                                  |
| 1971–1972    | Phil Esposito                      | Boston Bruins                      | 133                                | 3                                  |
| 1972–1973    | Phil Esposito                      | Boston Bruins                      | 130                                | 4                                  |
| 1973–1974    | Phil Esposito                      | Boston Bruins                      | 145                                | 5                                  |
| 1974–1975    | Bobby Orr                          | Boston Bruins                      | 135                                | 2                                  |
| 1975–1976    | Guy Lafleur                        | Montreal Canadiens                 | 125                                | 1                                  |
| 1976–1977    | Guy Lafleur                        | Montreal Canadiens                 | 136                                | 2                                  |
| 1977–1978    | Guy Lafleur                        | Montreal Canadiens                 | 132                                | 3                                  |
| 1978–1979    | Bryan Trottier                     | New York Islanders                 | 134                                | 1                                  |
| 1979–1980    | Marcel Dionne                      | Los Angeles Kings                  | 137                                | 1                                  |
| 1980–1981    | Wayne Gretzky                      | Edmonton Oilers                    | 164                                | 1                                  |
| 1981–1982    | Wayne Gretzky                      | Edmonton Oilers                    | 212                                | 2                                  |
| 1982–1983    | Wayne Gretzky                      | Edmonton Oilers                    | 196                                | 3                                  |
| 1983–1984    | Wayne Gretzky                      | Edmonton Oilers                    | 205                                | 4                                  |
| 1984–1985    | Wayne Gretzky                      | Edmonton Oilers                    | 208                                | 5                                  |
| 1985–1986    | Wayne Gretzky                      | Edmonton Oilers                    | 215                                | 6                                  |
| 1986–1987    | Wayne Gretzky                      | Edmonton Oilers                    | 183                                | 7                                  |
| 1987–1988    | Mario Lemieux                      | Pittsburgh Penguins                | 168                                | 1                                  |
| 1988–1989    | Mario Lemieux                      | Pittsburgh Penguins                | 199                                | 2                                  |
| 1989–1990    | Wayne Gretzky                      | Los Angeles Kings                  | 142                                | 8                                  |
| 1990–1991    | Wayne Gretzky                      | Los Angeles Kings                  | 163                                | 9                                  |
| 1991–1992    | Mario Lemieux                      | Pittsburgh Penguins                | 131                                | 3                                  |
| 1992–1993    | Mario Lemieux                      | Pittsburgh Penguins                | 160                                | 4                                  |
| 1993–1994    | Wayne Gretzky                      | Los Angeles Kings                  | 130                                | 10                                 |
| 1994–1995 *  | Jaromír Jágr                       | Pittsburgh Penguins                | 70                                 | 1                                  |
| 1995–1996    | Mario Lemieux                      | Pittsburgh Penguins                | 161                                | 5                                  |
| 1996–1997    | Mario Lemieux                      | Pittsburgh Penguins                | 122                                | 6                                  |
| 1997–1998    | Jaromír Jágr                       | Pittsburgh Penguins                | 102                                | 2                                  |
| 1998–1999    | Jaromír Jágr                       | Pittsburgh Penguins                | 127                                | 3                                  |
| 1999–2000    | Jaromír Jágr                       | Pittsburgh Penguins                | 96                                 | 4                                  |
| 2000–2001    | Jaromír Jágr                       | Pittsburgh Penguins                | 121                                | 5                                  |
| 2001–2002    | Jarome Iginla                      | Calgary Flames                     | 96                                 | 1                                  |
| 2002–2003    | Peter Forsberg                     | Colorado Avalanche                 | 106                                | 1                                  |
| 2003–2004    | Martin St. Louis                   | Tampa Bay Lightning                | 94                                 | 1                                  |
| 2004–2005    | Ingen vinnare på grund av lockout. | Ingen vinnare på grund av lockout. | Ingen vinnare på grund av lockout. | Ingen vinnare på grund av lockout. |
| 2005–2006    | Joe Thornton                       | Boston Bruins/San Jose Sharks      | 125                                | 1                                  |
| 2006–2007    | Sidney Crosby                      | Pittsburgh Penguins                | 120                                | 1                                  |
| 2007–2008    | Aleksandr Ovetjkin                 | Washington Capitals                | 112                                | 1                                  |
| 2008–2009    | Jevgenij Malkin                    | Pittsburgh Penguins                | 113                                | 1                                  |
| 2009–2010    | Henrik Sedin                       | Vancouver Canucks                  | 112                                | 1                                  |
| 2010–2011    | Daniel Sedin                       | Vancouver Canucks                  | 104                                | 1                                  |
| 2011–2012    | Jevgenij Malkin                    | Pittsburgh Penguins                | 109                                | 2                                  |
| 2012–2013 ** | Martin St. Louis                   | Tampa Bay Lightning                | 60                                 | 2                                  |
| 2013–2014    | Sidney Crosby                      | Pittsburgh Penguins                | 104                                | 2                                  |
| 2014–2015    | Jamie Benn                         | Dallas Stars                       | 87                                 | 1                                  |
| 2015–2016    | Patrick Kane                       | Chicago Blackhawks                 | 106                                | 1                                  |
| 2016–2017    | Connor McDavid                     | Edmonton Oilers                    | 100                                | 1                                  |
| 2017–2018    | Connor McDavid                     | Edmonton Oilers                    | 108                                | 2                                  |
| 2018–2019    | Nikita Kutjerov                    | Tampa Bay Lightning                | 128                                | 1                                  |
| 2019–2020    | Leon Draisaitl***                  | Edmonton Oilers                    | 110                                | 1                                  |
| 2020–2021    | Connor McDavid****                 | Edmonton Oilers                    | 105                                | 3                                  |
| 2021–2022    | Connor McDavid                     | Edmonton Oilers                    | 123                                | 4                                  |
| 2022–2023    | Connor McDavid                     | Edmonton Oilers                    | 153                                | 5                                  |
| 2023–2024    | Nikita Kutjerov                    | Tampa Bay Lightning                | 144                                | 2                                  |
| 2024–2025    | Nikita Kutjerov                    | Tampa Bay Lightning                | 121                                | 3                                  |